# Cúp bóng đá nữ châu Á
Cúp bóng đá nữ châu Á (tiếng Anh: AFC Women's Asian Cup, trước đây có tên gọi Giải vô địch bóng đá nữ châu Á) là giải bóng đá do Liên đoàn bóng đá châu Á (AFC) tổ chức cho các đội tuyển bóng đá nữ quốc gia thuộc liên đoàn này. Đây là giải đấu bóng đá nữ quốc tế lâu đời nhất và là giải đấu bóng đá nữ lớn nhất châu Á cấp độ đội tuyển quốc gia, được tổ chức 4 năm một lần. Giải đấu đầu tiên được tổ chức tại Hồng Kông vào năm 1975 với nhà vô địch đầu tiên là đội khách mời New Zealand. Cho đến nay, trải qua 20 lần tổ chức, Trung Quốc là đội tuyển sở hữu nhiều chức vô địch nhất với 9 lần lên ngôi. Đội tuyển này cũng đang là đương kim vô địch của giải đấu khi lên ngôi ở giải gần nhất vào năm 2022. Hầu hết các giải từ năm 1991 đến năm 2026 đóng vai trò là vòng loại khu vực châu Á của Giải vô địch bóng đá nữ thế giới.

## Tổng quan
Giải được thành lập bởi Liên đoàn bóng đá nữ châu Á (ALFC), tổ chức nhỏ của AFC phụ trách bóng đá nữ châu Á. Giải đấu đầu tiên được tổ chức vào năm 1975 và kể từ đó giải diễn ra theo chu kỳ 2 năm một lần, ngoại trừ khoảng thời gian thập niên 1980 giải được tổ chức 3 năm một lần. ALFC ban đầu là một tổ chức độc lập nhưng sau này được sáp nhập vào AFC vào năm 1986.
Từ năm 1975 đến năm 1981, mỗi trận đấu chỉ kéo dài 60 phút (30 phút/hiệp).
Cho đến nay, giải đấu đã chứng kiến sự thống trị của các quốc gia từ Vành đai Thái Bình Dương hoặc Đông Á (bao gồm Đông Á và Đông Nam Á), trong đó đội tuyển bóng đá nữ quốc gia Trung Quốc đã vô địch 9 lần, bao gồm chuỗi 7 lần vô địch liên tiếp tính đến năm 2022. Các quốc gia thuộc Trung và Tây Á chưa có thành tích đáng kể khi chỉ có Uzbekistan, Kazakhstan, Jordan và Iran là những đội tuyển đã từng tham dự giải. Các đại diện Đông Á, tiêu biểu là năm đội tuyển nữ mạnh nhất châu Á cùng thuộc khu vực này (Trung Quốc, Triều Tiên, Nhật Bản, Úc và Hàn Quốc), thường xuyên đạt thành tích cao để tham dự Giải vô địch bóng đá nữ thế giới.
Chu kỳ tổ chức của Cúp bóng đá châu Á đã thay đổi thành 4 năm một lần kể từ năm 2010, sau khi AFC thông báo rằng giải đấu sẽ đóng vai trò là vòng loại của Giải vô địch bóng đá nữ thế giới 2015.
Kể từ năm 2014, giải được tổ chức 4 năm một lần, sau khi AFC thông báo Cúp bóng đá nữ châu Á sẽ đóng vai trò vòng loại Giải vô địch bóng đá nữ thế giới.
Tính đến năm 2003, các đội tuyển thuộc AFC và cả các liên đoàn khác vẫn được tổ chức này mời tham dự. Từ năm 2006, một vòng loại riêng biệt đã được thành lập và số lượng đội tuyển sẽ được xác định dựa trên thành tích thi đấu. Tên của giải đấu cũng được đổi thành Cúp bóng đá nữ châu Á (AFC Women's Asian Cup) để phản ánh sự thay đổi và cải cách của giải đấu.
Từ năm 2022, giải được mở rộng số đội tham dự vòng chung kết lên thành 12 đội. Đồng thời, giải cũng không tổ chức trận tranh hạng ba.
Ngày 20 tháng 8 năm 2023, AFC đã quyết định chuyển Cúp bóng đá nữ châu Á sang những năm lẻ không có Giải vô địch bóng đá nữ thế giới. Sau Cúp bóng đá nữ châu Á 2026, giải đấu tiếp theo sẽ được tổ chức vào năm 2029 thay vì năm 2030.
Ngày 13 tháng 9 năm 2024, AFC công bố thay đổi thể thức các giải bóng đá nữ của AFC, trong đó có thể thức mới của vòng loại Cúp bóng đá nữ châu Á, khi vòng loại sẽ được chia làm 2 vòng, trong đó ba đội đứng đầu giải đấu trước cũng sẽ phải tham dự vòng loại. Đồng thời, Cúp bóng đá nữ châu Á sẽ không còn đóng vai trò là vòng loại khu vực châu Á của Giải vô địch bóng đá nữ thế giới từ năm 2031; thay vào đó giải sẽ đóng vai trò là vòng loại khu vực châu Á của Thế vận hội kể từ năm 2028.

## Kết quả
| Năm           | Chủ nhà            | Chung kết            | Chung kết             | Chung kết           | Tranh hạng ba           | Tranh hạng ba           | Tranh hạng ba           | Số đội |
| Năm           | Chủ nhà            | Vô địch              | Tỉ số                 | Á quân              | Hạng ba                 | Tỉ số                   | Hạng tư                 | Số đội |
| ------------- | ------------------ | -------------------- | --------------------- | ------------------- | ----------------------- | ----------------------- | ----------------------- | ------ |
| 1975 Chi tiết | Hồng Kông          | · New Zealand        | 3 – 1                 | · Thái Lan          | · Úc                    | 5 – 0                   | · Malaysia              | 6      |
| 1977 Chi tiết | Trung Hoa Dân Quốc | · Trung Hoa Dân Quốc | 3 – 1                 | · Thái Lan          | · Singapore             | 2 – 0                   | · Indonesia             | 6      |
| 1979 Chi tiết | Ấn Độ              | · Trung Hoa Dân Quốc | 2 – 0                 | · Nam Ấn Độ         | · Tây Úc · Hồng Kông    | hủy                     |                         | 6      |
| 1981 Chi tiết | Hồng Kông          | · Mộc Lan Đài Bắc    | 5 – 0                 | · Thái Lan          | · Ấn Độ                 | 2 – 0                   | · Hồng Kông             | 8      |
| 1983 Chi tiết | Thái Lan           | · Thái Lan           | 3 – 0                 | · Ấn Độ             | · Malaysia              | 0 – 0 (5–4) p.đ.        | · Singapore             | 6      |
| 1986 Chi tiết | Hồng Kông          | · Trung Quốc         | 2 – 0                 | · Nhật Bản          | · Thái Lan              | 3 – 0                   | · Indonesia             | 7      |
| 1989 Chi tiết | Hồng Kông          | · Trung Quốc         | 1 – 0                 | · Đài Bắc Trung Hoa | · Nhật Bản              | 3 – 1                   | · Hồng Kông             | 8      |
| 1991 Chi tiết | Nhật Bản           | · Trung Quốc         | 5 – 0                 | · Nhật Bản          | · Đài Bắc Trung Hoa     | 0 – 0 (5–4) p.đ.        | · CHDCND Triều Tiên     | 9      |
| 1993 Chi tiết | Malaysia           | · Trung Quốc         | 3 – 0                 | · CHDCND Triều Tiên | · Nhật Bản              | 3 – 0                   | · Đài Bắc Trung Hoa     | 9      |
| 1995 Chi tiết | Malaysia           | · Trung Quốc         | 2 – 0                 | · Nhật Bản          | · Đài Bắc Trung Hoa     | 0 – 0 (3–0) p.đ.        | · Hàn Quốc              | 11     |
| 1997 Chi tiết | Trung Quốc         | · Trung Quốc         | 2 – 0                 | · CHDCND Triều Tiên | · Nhật Bản              | 2 – 0                   | · Đài Bắc Trung Hoa     | 11     |
| 1999 Chi tiết | Philippines        | · Trung Quốc         | 3 – 0                 | · Đài Bắc Trung Hoa | · CHDCND Triều Tiên     | 3 – 2                   | · Nhật Bản              | 15     |
| 2001 Chi tiết | Trung Hoa Đài Bắc  | · CHDCND Triều Tiên  | 2 – 0                 | · Nhật Bản          | · Trung Quốc            | 8 – 0                   | · Hàn Quốc              | 14     |
| 2003 Chi tiết | Thái Lan           | · CHDCND Triều Tiên  | 2 – 1 h.p.            | · Trung Quốc        | · Hàn Quốc              | 1 – 0                   | · Nhật Bản              | 14     |
| 2006 Chi tiết | Úc                 | · Trung Quốc         | 2 – 2 h.p. (4–2) p.đ. | · Úc                | · CHDCND Triều Tiên     | 3 – 2                   | · Nhật Bản              | 9      |
| 2008 Chi tiết | Việt Nam           | · CHDCND Triều Tiên  | 2 – 1                 | · Trung Quốc        | · Nhật Bản              | 3 – 0                   | · Úc                    | 8      |
| 2010 Chi tiết | Trung Quốc         | · Úc                 | 1 – 1 h.p. (5–4) p.đ. | · CHDCND Triều Tiên | · Nhật Bản              | 2 – 0                   | · Trung Quốc            | 8      |
| 2014 Chi tiết | Việt Nam           | · Nhật Bản           | 1 – 0                 | · Úc                | · Trung Quốc            | 2 – 1                   | · Hàn Quốc              | 8      |
| 2018 Chi tiết | Jordan             | · Nhật Bản           | 1 – 0                 | · Úc                | · Trung Quốc            | 3 – 1                   | · Thái Lan              | 8      |
| Năm           | Chủ nhà            | Chung kết            | Chung kết             | Chung kết           | Hai đội thua ở bán kết  | Hai đội thua ở bán kết  | Hai đội thua ở bán kết  | Số đội |
| Năm           | Chủ nhà            | Vô địch              | Tỉ số                 | Á quân              | Hai đội thua ở bán kết  | Hai đội thua ở bán kết  | Hai đội thua ở bán kết  | Số đội |
| 2022 Chi tiết | Ấn Độ              | · Trung Quốc         | 3 – 2                 | · Hàn Quốc          | Nhật Bản và Philippines | Nhật Bản và Philippines | Nhật Bản và Philippines | 12     |
| 2026 Chi tiết | Úc                 |                      |                       |                     |                         |                         |                         | 12     |
| 2029          | Uzbekistan         |                      |                       |                     |                         |                         |                         | 12     |

Ghi chú:
- h.p.: sau hiệp phụ.
- p.đ.: loạt sút luân lưu.

1. 1 2  Đài Loan thi đấu dưới tên gọi Đài Bắc Trung Hoa (tiếng Anh: Chinese Taipei) kể từ năm 1981 để tuân theo Nghị quyết Nagoya năm 1979 của Ủy ban Olympic Quốc tế. Trước đây thi đấu dưới tên Trung Hoa Dân Quốc (tiếng Anh: Republic of China).
2. ↑  Nước chủ nhà Ấn Độ có hai đội tuyển thi đấu: Bắc Ấn Độ (tiếng Anh: India N) và Nam Ấn Độ (tiếng Anh: India S)
3. ↑  Trận đấu bị hủy do các cầu thủ Hồng Kông đã đặt vé về nước trước khi bắt đầu trận đấu, nếu không họ phải chờ thêm 4 ngày nữa mới có chuyến bay về Hồng Kông, có thể gây đảo lộn lịch trình của đội. Do đó, 2 đội đều được trao hạng ba.
4. ↑  Đội thi đấu dưới tên câu lạc bộ "Mộc Lan Đài Bắc" (tiếng Anh: Mulan Taipei). Đài Bắc Trung Hoa cũng yêu cầu hai đội tuyển quốc gia khác thi đấu dưới tên câu lạc bộ.

- Thành tích theo quốc gia

| Hạng    | Quốc gia          | Vô địch | Á quân | Hạng ba | Hạng tư | Bán kết | Tổng |
| ------- | ----------------- | ------- | ------ | ------- | ------- | ------- | ---- |
| 1       | Trung Quốc        | 9       | 2      | 3       | 1       | 0       | 15   |
| 2       | CHDCND Triều Tiên | 3       | 3      | 2       | 1       | 0       | 9    |
| 3       | Đài Bắc Trung Hoa | 3       | 2      | 2       | 2       | 0       | 6    |
| 4       | Nhật Bản          | 2       | 4      | 5       | 3       | 1       | 15   |
| 5       | Úc                | 1       | 3      | 2       | 1       | 0       | 7    |
| 6       | Thái Lan          | 1       | 3      | 1       | 1       | 0       | 6    |
| 7       | New Zealand       | 1       | 0      | 0       | 0       | 0       | 1    |
| 8       | Ấn Độ             | 0       | 2      | 1       | 0       | 0       | 3    |
| 9       | Hàn Quốc          | 0       | 1      | 1       | 3       | 0       | 5    |
| 10      | Hồng Kông         | 0       | 0      | 1       | 2       | 0       | 3    |
| 11      | Malaysia          | 0       | 0      | 1       | 1       | 0       | 2    |
| 11      | Singapore         | 0       | 0      | 1       | 1       | 0       | 2    |
| 13      | Philippines       | 0       | 0      | 0       | 0       | 1       | 1    |
| 14      | Indonesia         | 0       | 0      | 0       | 2       | 0       | 2    |
| Tổng số | Tổng số           | 19      | 19     | 20      | 18      | 2       | 78   |

## Các đội tuyển tham dự
| Đội tuyển         | 1975 (6)             | 1977 (6)             | 1979 (6)             | 1981 (8)             | 1983 (6)             | 1986 (7)             | 1989 (8)             | 1991 (9)       | 1993 (8)       | 1995 (11)      | 1997 (11)      | 1999 (15)      | 2001 (14)      | 2003 (14)       | 2006 (9)        | 2008 (8)        | 2010 (8)        | 2014 (8)        | 2018 (8)        | 2022 (12)       | 2026 (12)       | Lần tham dự |
| ----------------- | -------------------- | -------------------- | -------------------- | -------------------- | -------------------- | -------------------- | -------------------- | -------------- | -------------- | -------------- | -------------- | -------------- | -------------- | --------------- | --------------- | --------------- | --------------- | --------------- | --------------- | --------------- | --------------- | ----------- |
| Úc                | 3rd                  | Thành viên OFC       | 3rd                  | Thành viên OFC       | Thành viên OFC       | Thành viên OFC       | Thành viên OFC       | Thành viên OFC | Thành viên OFC | Thành viên OFC | Thành viên OFC | Thành viên OFC | Thành viên OFC | Thành viên OFC  | 2nd             | 4th             | 1st             | 2nd             | 2nd             | TK              | Q               | 9           |
| Bangladesh        | —                    | —                    | —                    | —                    | —                    | —                    | —                    | —              | —              | —              | —              | —              | —              | —               | —               | —               | —               | —               | —               | —               | Q               | 1           |
| Trung Quốc        | —                    | —                    | —                    | —                    | —                    | 1st                  | 1st                  | 1st            | 1st            | 1st            | 1st            | 1st            | 3rd            | 2nd             | 1st             | 2nd             | 4th             | 3rd             | 3rd             | 1st             | Q               | 16          |
| Đài Bắc Trung Hoa | —                    | 1st                  | 1st                  | 1st                  | —                    | —                    | 2nd                  | 3rd            | 4th            | 3rd            | 4th            | 2nd            | VB             | VB              | VB              | VB              | —               | —               | —               | TK              | Q               | 15          |
| Guam              | —                    | —                    | —                    | —                    | —                    | —                    | —                    | —              | —              | —              | VB             | VB             | VB             | VB              | —               | —               | —               | —               | —               | —               | —               | 4           |
| Hồng Kông         | VB                   | VB                   | 4th                  | 4th                  | VB                   | VB                   | 4th                  | VB             | VB             | VB             | VB             | VB             | VB             | VB              | —               | —               | —               | —               | —               | —               | —               | 14          |
| Ấn Độ             | —                    | —                    | 2nd                  | 3rd                  | 2nd                  | —                    | —                    | —              | —              | VB             | VB             | VB             | VB             | VB              | —               | —               | —               | —               | —               | WD              | Q               | 10          |
| Indonesia         | —                    | 4th                  | —                    | VB                   | —                    | 4th                  | VB                   | —              | —              | —              | —              | —              | —              | —               | —               | —               | —               | —               | —               | VB              | —               | 5           |
| Iran              | —                    | —                    | —                    | —                    | —                    | —                    | —                    | —              | —              | —              | —              | —              | —              | —               | —               | —               | —               | —               | —               | VB              | Q               | 2           |
| Nhật Bản          | —                    | VB                   | —                    | VB                   | —                    | 2nd                  | 3rd                  | 2nd            | 3rd            | 2nd            | 3rd            | 4th            | 2nd            | 4th             | 4th             | 3rd             | 3rd             | 1st             | 1st             | BK              | Q               | 18          |
| Jordan            | —                    | —                    | —                    | —                    | —                    | —                    | —                    | —              | —              | —              | —              | —              | —              | —               | —               | —               | —               | VB              | VB              | —               | —               | 2           |
| Kazakhstan        | Một phần của Liên Xô | Một phần của Liên Xô | Một phần của Liên Xô | Một phần của Liên Xô | Một phần của Liên Xô | Một phần của Liên Xô | Một phần của Liên Xô | —              | —              | VB             | VB             | VB             | —              | Thành viên UEFA | Thành viên UEFA | Thành viên UEFA | Thành viên UEFA | Thành viên UEFA | Thành viên UEFA | Thành viên UEFA | Thành viên UEFA | 3           |
| CHDCND Triều Tiên | —                    | —                    | —                    | —                    | —                    | —                    | VB                   | 4th            | 2nd            | —              | 2nd            | 3rd            | 1st            | 1st             | 3rd             | 1st             | 2nd             | —               | —               | —               | Q               | 11          |
| Hàn Quốc          | —                    | —                    | —                    | —                    | —                    | —                    | —                    | VB             | VB             | 4th            | VB             | VB             | 4th            | 3rd             | VB              | VB              | VB              | 4th             | 5th             | 2nd             | Q               | 14          |
| Malaysia          | 4th                  | —                    | VB                   | —                    | 3rd                  | VB                   | —                    | VB             | VB             | VB             | —              | VB             | VB             | —               | —               | —               | —               | —               | —               | —               | —               | 9           |
| Myanmar           | —                    | —                    | —                    | —                    | —                    | —                    | —                    | —              | —              | —              | —              | —              | —              | VB              | VB              | —               | VB              | VB              | —               | VB              | —               | 5           |
| Nepal             | —                    | —                    | —                    | —                    | —                    | VB                   | VB                   | —              | —              | —              | —              | VB             | —              | —               | —               | —               | —               | —               | —               | —               | —               | 3           |
| New Zealand       | 1st                  | Thành viên OFC       | Thành viên OFC       | Thành viên OFC       | Thành viên OFC       | Thành viên OFC       | Thành viên OFC       | Thành viên OFC | Thành viên OFC | Thành viên OFC | Thành viên OFC | Thành viên OFC | Thành viên OFC | Thành viên OFC  | Thành viên OFC  | Thành viên OFC  | Thành viên OFC  | Thành viên OFC  | Thành viên OFC  | Thành viên OFC  | Thành viên OFC  | 1           |
| Philippines       | —                    | —                    | —                    | VB                   | VB                   | —                    | —                    | —              | VB             | VB             | VB             | VB             | VB             | VB              | —               | —               | —               | —               | 6th             | BK              | Q               | 11          |
| Singapore         | VB                   | 3rd                  | —                    | VB                   | 4th                  | —                    | —                    | VB             | —              | —              | —              | —              | VB             | VB              | —               | —               | —               | —               | —               | —               | —               | 7           |
| Thái Lan          | 2nd                  | 2nd                  | —                    | 2nd                  | 1st                  | 3rd                  | VB                   | VB             | —              | VB             | —              | VB             | VB             | VB              | VB              | VB              | VB              | 5th             | 4th             | TK              | —               | 17          |
| Uzbekistan        | Một phần của Liên Xô | Một phần của Liên Xô | Một phần của Liên Xô | Một phần của Liên Xô | Một phần của Liên Xô | Một phần của Liên Xô | Một phần của Liên Xô | —              | —              | VB             | VB             | VB             | VB             | VB              | —               | —               | —               | —               | —               | —               | Q               | 6           |
| Việt Nam          | —                    | —                    | —                    | —                    | —                    | —                    | —                    | —              | —              | —              | —              | VB             | VB             | VB              | VB              | VB              | VB              | 6th             | VB              | TK              | Q               | 10          |

Chú thích
| - 1st – Vô địch - 2nd – Á quân - 3rd – Hạng ba - 4th – Hạng tư - 5th – Hạng năm - 6th – Hạng sáu - BK – Bán kết - TK – Tứ kết - VB – Vòng bảng | - Q – Vượt qua vòng loại cho giải đấu sắp tới - WD – Rút lui |

Các đội tuyển chưa từng tham dự Asian Cup nữ Bahrain,  Bhutan,  Campuchia,  Đông Timor,  Iraq,  Kuwait,  Kyrgyzstan,  Lào,  Liban,  Ma Cao,  Maldives,  Mông Cổ,  Quần đảo Bắc Mariana,  Pakistan,  Palestine,  Qatar,  Ả Rập Xê Út,  Sri Lanka,  Syria,  Tajikistan,  Turkmenistan,  UAE

## Lần đầu tham dự
Dưới đây là thống kê giải đấu đầu tiên mà các đội tuyển có mặt tại vòng chung kết Asian Cup nữ.
| Năm  | Đội tuyển                                            |
| ---- | ---------------------------------------------------- |
| 1975 | Hồng Kông Malaysia Singapore Thái Lan Úc New Zealand |
| 1977 | Đài Bắc Trung Hoa Indonesia Nhật Bản                 |
| 1979 | Ấn Độ                                                |
| 1981 | Philippines                                          |
| 1983 | Không có                                             |
| 1986 | Trung Quốc Nepal                                     |
| 1989 | CHDCND Triều Tiên                                    |
| 1991 | Hàn Quốc                                             |
| 1993 | Không có                                             |
| 1995 | Kazakhstan Uzbekistan                                |
| 1997 | Guam                                                 |
| 1999 | Việt Nam                                             |
| 2001 | Không có                                             |
| 2003 | Myanmar                                              |
| 2006 | Không có                                             |
| 2008 | Không có                                             |
| 2010 | Không có                                             |
| 2014 | Jordan                                               |
| 2018 | Không có                                             |
| 2022 | Iran                                                 |
| 2026 | Bangladesh                                           |

## Bảng xếp hạng tổng thể
Tính đến Cúp bóng đá nữ châu Á 2022
| Chú thích               |
| ----------------------- |
| Đội đã vô địch giải đấu |

| TT  | Đội tuyển         | Trận | Thắng | Hòa | Thua | Bàn thắng | Bàn thua | Hiệu số | Điểm |
| 1.  | Trung Quốc        | 75   | 61    | 5   | 9    | 367       | 38       | +329    | 188  |
| 2.  | Nhật Bản          | 81   | 55    | 6   | 20   | 365       | 60       | +305    | 171  |
| 3.  | Đài Bắc Trung Hoa | 64   | 38    | 6   | 20   | 175       | 84       | +91     | 120  |
| 4.  | CHDCND Triều Tiên | 53   | 36    | 6   | 11   | 242       | 38       | +204    | 114  |
| 5.  | Thái Lan          | 69   | 34    | 2   | 33   | 115       | 171      | –56     | 104  |
| 6.  | Hàn Quốc          | 54   | 28    | 7   | 19   | 157       | 77       | +80     | 91   |
| 7.  | Úc                | 40   | 21    | 6   | 13   | 88        | 43       | +45     | 69   |
| 8.  | Ấn Độ             | 36   | 16    | 4   | 16   | 63        | 61       | +2      | 52   |
| 9.  | Hồng Kông         | 57   | 11    | 4   | 42   | 26        | 191      | –165    | 37   |
| 10. | Việt Nam          | 33   | 11    | 1   | 21   | 39        | 92       | –53     | 34   |
| 11. | Singapore         | 27   | 7     | 1   | 19   | 21        | 115      | –94     | 22   |
| 12. | Uzbekistan        | 16   | 7     | 0   | 9    | 15        | 64       | –49     | 21   |
| 13. | Malaysia          | 34   | 5     | 3   | 26   | 20        | 161      | –141    | 18   |
| 14. | Philippines       | 36   | 5     | 2   | 29   | 22        | 187      | –165    | 17   |
| 15. | Indonesia         | 17   | 4     | 1   | 12   | 17        | 77       | –60     | 13   |
| 16. | New Zealand       | 4    | 4     | 0   | 0    | 11        | 3        | +8      | 12   |
| 17. | Kazakhstan        | 9    | 2     | 2   | 5    | 16        | 39       | –23     | 8    |
| 18. | Myanmar           | 17   | 2     | 2   | 13   | 16        | 56       | –40     | 8    |
| 19. | Guam              | 15   | 1     | 0   | 14   | 5         | 112      | –107    | 3    |
| 20. | Iran              | 3    | 0     | 1   | 2    | 0         | 12       | –12     | 1    |
| 21. | Jordan            | 6    | 0     | 0   | 6    | 5         | 29       | –24     | 0    |
| 22. | Nepal             | 10   | 0     | 0   | 10   | 1         | 66       | –65     | 0    |

## Các giải thưởng
| Năm  | Cầu thủ xuất sắc nhất | Vua phá lưới                | Số bàn | Thủ môn xuất sắc nhất | Giải phong cách |
| ---- | --------------------- | --------------------------- | ------ | --------------------- | --------------- |
| 2006 | Mã Hiểu Húc           | Nagasato Yūki Jung Jung-suk | 7      | Không trao giải       | Trung Quốc      |
| 2008 | Sawa Homare           | Ri Kum-suk                  | 7      | Không trao giải       | Nhật Bản        |
| 2010 | Jo Yun-mi             | Ando Kozue                  | 3      | Không trao giải       | Trung Quốc      |
| 2014 | Miyama Aya            | Dương Lệ Park Eun-sun       | 6      | Không trao giải       | Nhật Bản        |
| 2018 | Iwabuchi Mana         | Lý Anh                      | 7      | Không trao giải       | Nhật Bản        |
| 2022 | Vương San San         | Sam Kerr                    | 7      | Chu Vũ                | Hàn Quốc        |
| 2026 |                       |                             |        |                       |                 |

## Các huấn luyện viên vô địch
| Năm  | Đội tuyển          | Huấn luyện viên      |
| ---- | ------------------ | -------------------- |
| 1975 | New Zealand        | Dave Farrington      |
| 1977 | Trung Hoa Dân Quốc | Lưu Quân Hạ          |
| 1979 | Trung Hoa Dân Quốc | Trương Đường Doãn    |
| 1981 | Mộc Lan Đài Bắc    | Tào Vĩnh             |
| 1983 | Thái Lan           | Fuengwit Thongpramul |
| 1986 | Trung Quốc         | Đồng Triết Vũ        |
| 1989 | Trung Quốc         | Thường Duệ Hoa       |
| 1991 | Trung Quốc         | Thường Duệ Hoa       |
| 1993 | Trung Quốc         | Mã Viên An           |
| 1995 | Trung Quốc         | Mã Viên An           |
| 1997 | Trung Quốc         | Mã Viên An           |
| 1999 | Trung Quốc         | Mã Viên An           |
| 2001 | CHDCND Triều Tiên  | Ri Song-gun          |
| 2003 | CHDCND Triều Tiên  | Ri Song-gun          |
| 2006 | Trung Quốc         | Mã Lượng Hưng        |
| 2008 | CHDCND Triều Tiên  | Kim Kwang-min        |
| 2010 | Úc                 | Tom Sermanni         |
| 2014 | Nhật Bản           | Sasaki Norio         |
| 2018 | Nhật Bản           | Takakura Asako       |
| 2022 | Trung Quốc         | Thủy Kính Hạ         |
| 2026 |                    |                      |